# Evenkové

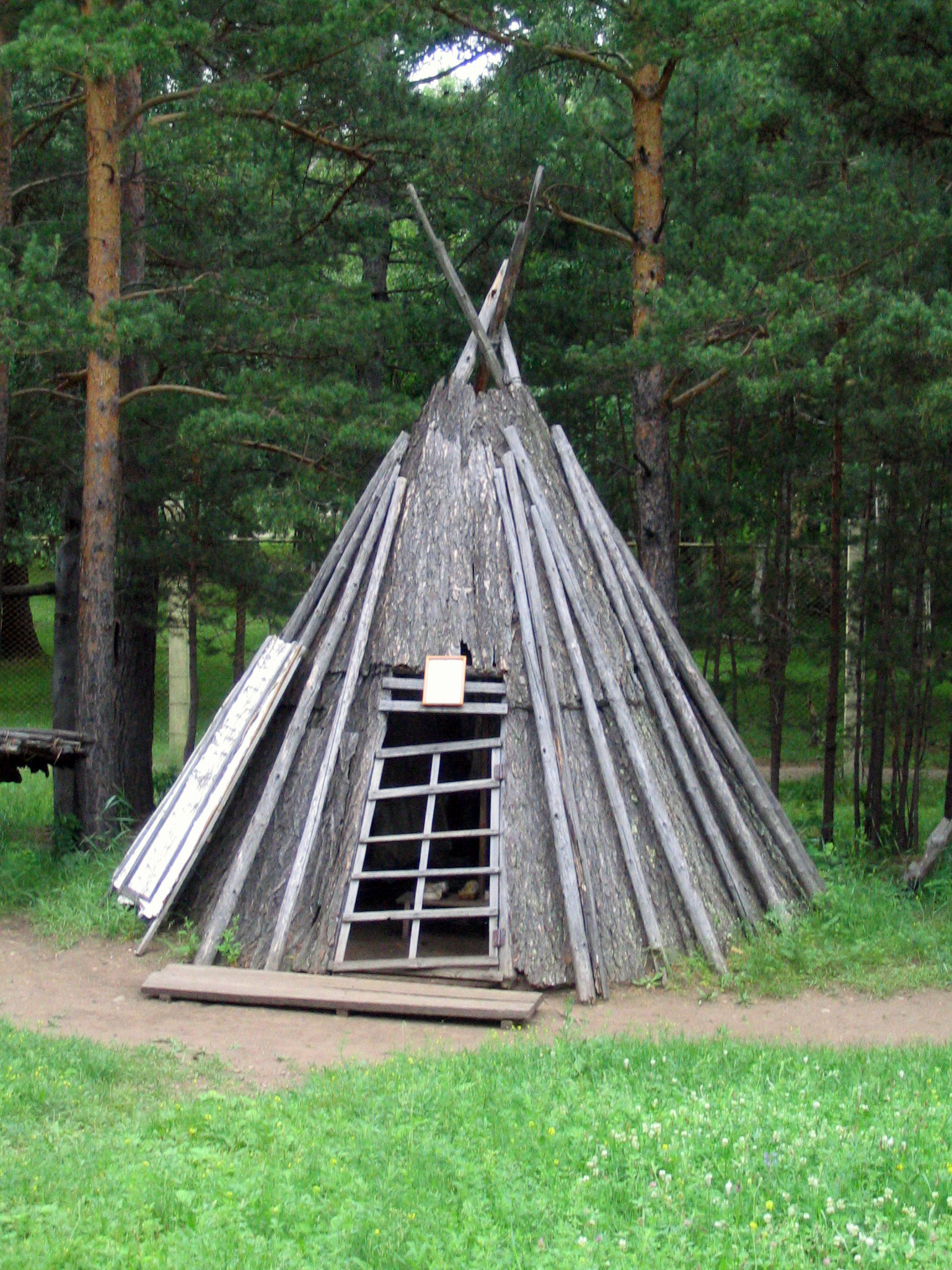
Evencký dřevěný čum; z etnografického muzea v Ulan Ude (Burjatsko)

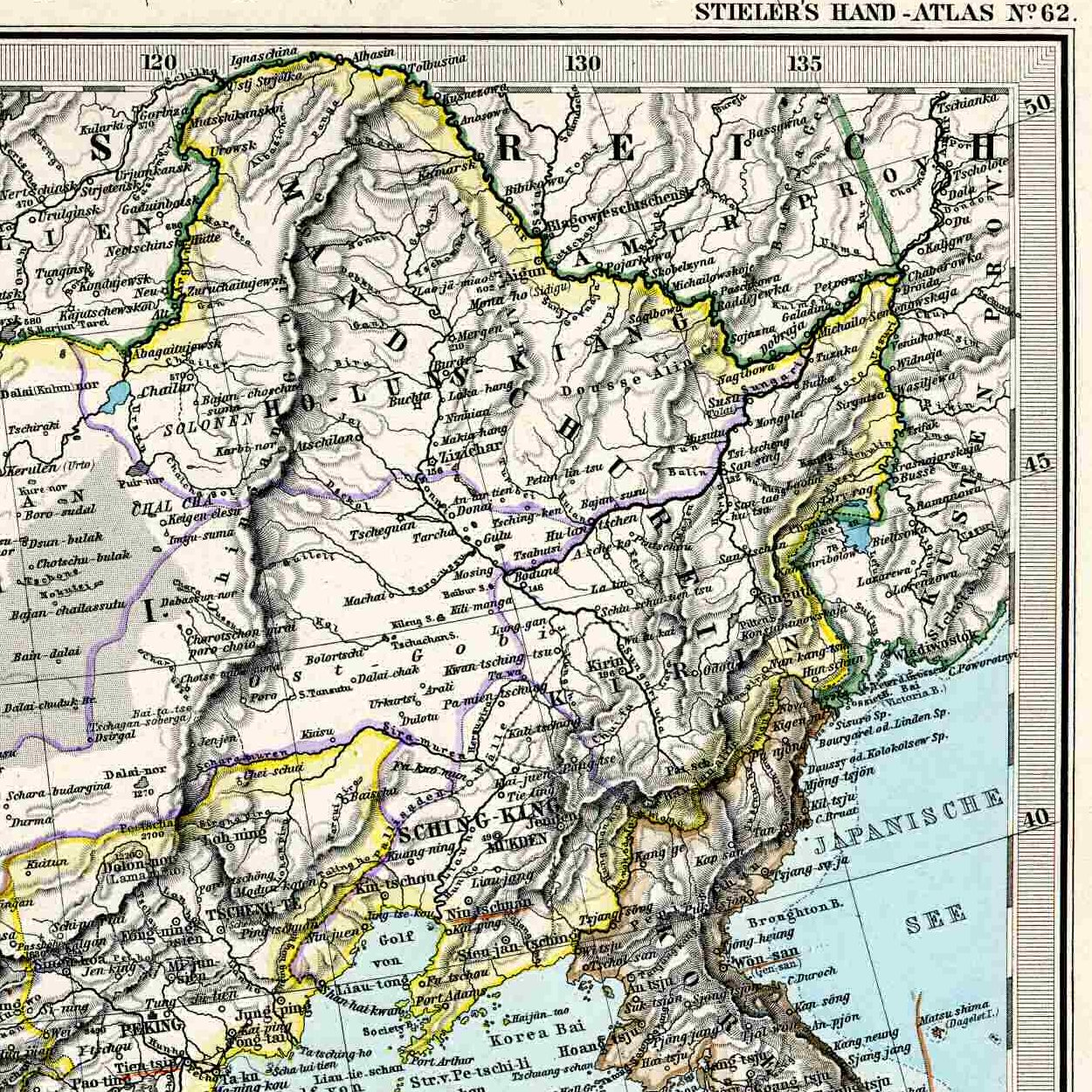
Země předků Evenků – severovýchodní Čína (Mandžusko)

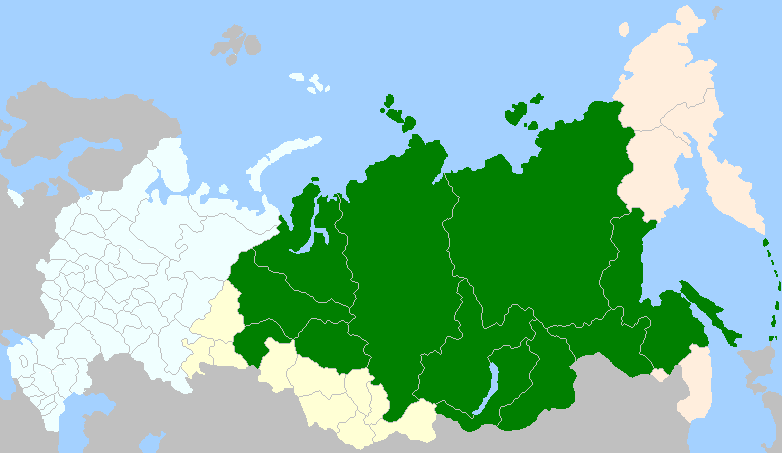
Rozšíření Evenků

Evenkové (rusky Эвенки, Evenki), též zvaní Tunguzové, jsou z části kočovný národ čítající asi 67 000 osob (2009) v Rusku, Číně a Mongolsku. Žijí na střední a východní Sibiři, hlavně mezi řekami Jenisej a Lena, ale i kolem Amuru a Ochotského moře a na Sachalinu. Nejvíce jich je soustředěno v bývalém Evenckém autonomním okruhu, od roku 2007 součásti Krasnojarského kraje. Zhruba polovina Evenků žije v Číně, malá část i v Mongolsku.

## Historie

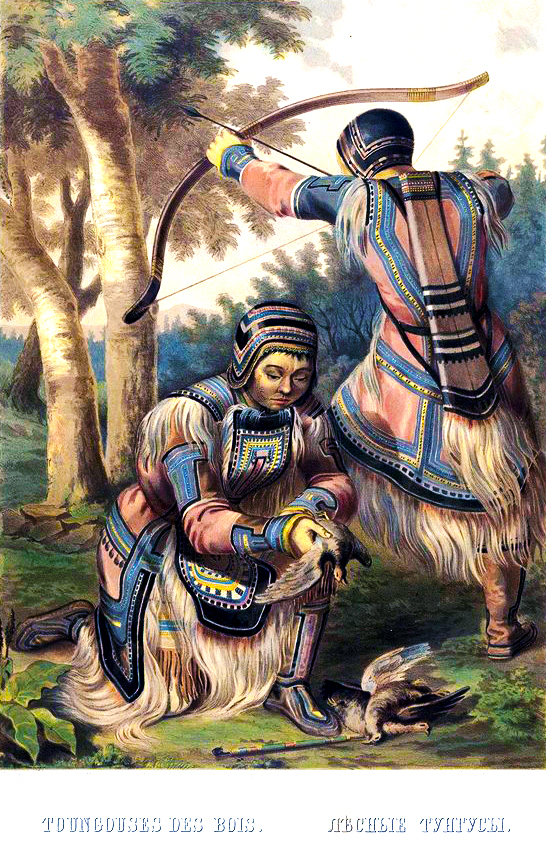
Evencký lovec a šamanka v roce 1862

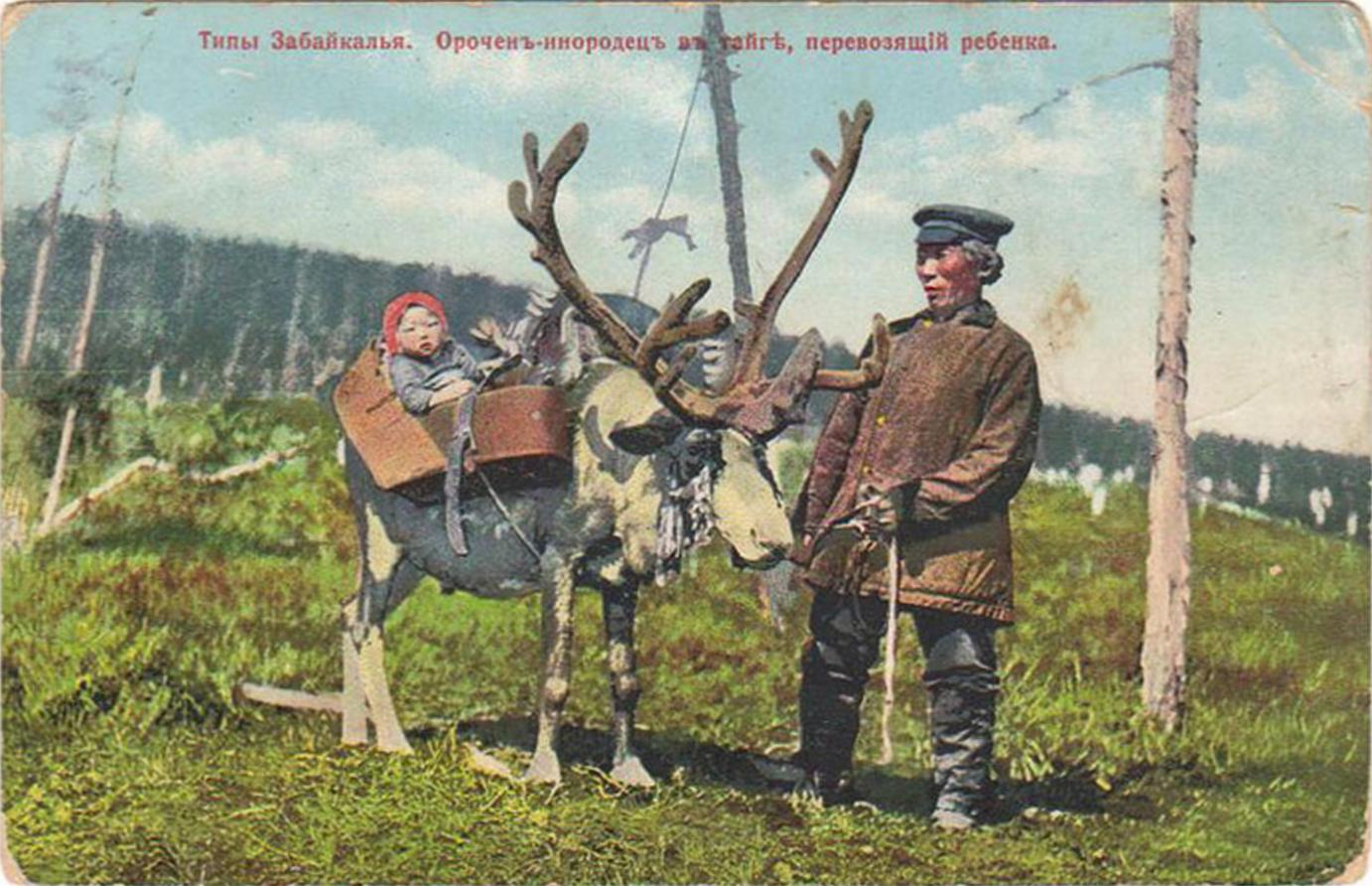
Evenkové v roce 1912

Za nejstarší předky Evenků jsou pokládáni nositelé Glazkovské kultury, žijící v 2. tisíciletí př. n. l. východně od Bajkalu a na horním toku Amuru. Během 1. tisíciletí př. n. l. migrovali na sever, kde asimilovali a částečně vytlačovali starší jukagirské a částečně i jenisejské obyvatelstvo. Právě v této době si předkové Evenků osvojili chov sobů. Na přelomu 1. a 2. tisíciletí do etnogeze Evenků zasáhli předkové Jakutů, migrující na sever povodím Leny. Jakuti a Evenkové na sebe vzájemně působili přebíráním prvků kultury i jazyka. Poněkud jinak probíhal vývoj jižních a východních Evenků. Jejich předkové byli podmaněni svými vzdálenými příbuznými, Džürčeny, kteří v 8. století v povodí Amuru a Ussuri vytvořili království Bochaj. Džürčeni se živili chovem dobytka a prasat, pěstováním pšenice a prosa. Předkové Evenků byli vazaly džurčenských vládců, věnovali se sběru ženšenu, říčních perel a lovu kožešinové zvěře, což byl hlavní artikl obchodu mezi Džürčeny a Čínou.
Roku 1115 dokonce Džürčeni ovládli Peking a založili v severní Číně císařskou dynastii Ťin. V polovině 12. století se Džürčeni dostali do sporu s Mongoly, jejichž chána Ambagaje roku 1156 zavraždili. Jeho prasynovec Čingischán v letech 1215–1234 říši Džürčenů dobyl. Evenky si však Mongolové nikdy nepodmanili.
Přímými potomky Džürčenů jsou Mandžuové, podíleli se také na etnogenezi Nanajců a spolu s nivchskými kmeny také Oročů a Ulčů. Džürčeni však ovlivnili i kulturu jižních a východních Evenků, kteří pod jejich vlivem začali chovat dobytek, koně a obdělávat půdu.
Od počátku 17. století na území Evenků ze západu pronikali ruští kozáci, kteří od Evenků vybírali jasak – daň placenou ve formě kožešin. Zároveň na jihu usilovali o podmanění Evenků Mandžuové, což vyvolalo neúspěšné povstání náčelníka Bombogora. Ten sice dokázal sjednotit kmeny jižních a východních Evenků, byl však mandžuským vojskem poražen a roku 1640 zabit. V 19. století byla část Evenků formálně obrácena na pravoslavné křesťanství, ve skutečnosti ale dál zůstali šamanisty. Za sovětské éry v Rusku byli Evenkové nuceni se vzdát svého tradičního způsobu života a pracovat v kolchozech a sovchozech. Sovětská vláda potlačovala jazyk a většinu tradic.

### Dnešní situace
Po zániku Sovětského svazu dostali Evenkové možnost obnovit svou kulturu a tradice, včetně šamanství a chovu sobů. Velkým problémem zůstává alkoholismus. Na území Ruska je častá asimilace s Rusy. Na území Mongolska a Číny je situace podobná, zejména co se týče asimilace s majoritním etnikem.

## Jazyk
Jazykem Evenků je evenčtina z tunguzo-mandžuské skupiny altajské jazykové rodiny. Ovládá ji ještě přibližně 30 000 osob. Hlavním jazykem je však pouze pro necelých 16 000 Evenků, ti ostatní používají v každodenní komunikaci spíše ruštinu nebo čínštinu. Evenčtina se dělí na tři skupiny dialektů: severozápadní, jimiž se hovoří severně od Nižní Tunguzky, jihozápadní mezi Jenisejem a Vitimem a východní mezi Vitimem a Ochotským mořem. Dialekty se rozlišují výslovností sykavek, hlásce s ve východních dialektech odpovídá na severozápadě h a na jihozápadě š.

## Náboženství a mytologie
Z jejich jazyka se vžilo do mezinárodního povědomí hlavně slovo šaman, které už v 17. století uvedl do literatury ruský kněz protopop Avvakum, který se s šamany Evenků setkal během svého vyhnanství na Sibiři. Dodnes si mnozí Evenkové udržují tradiční šamanistické náboženství, i když byli ovlivnění pravoslavným křesťanstvím. Nejvyšší evencký bůh se nazývá Ekšarí – bůh tajgy. Mezi další důležitá božstva patří Dilača – sluneční božstvo nebo zlý duch Chargi.
Evenkové věří, že dříve zde byla pouze voda, země málo a člověk neměl kde kočovat a proto se člověku rozhodl pomoci Choli, jak Evenkové nazývali mamuta, a svými kly vytáhl z vody velký kus země, na kterém se usídlili všichni lidé.

## Tradiční způsob života
Evenky můžeme rozdělit podle tradičního způsobu života do tří skupin.
- Jižní Evenkové žijí na území Mongolska, severovýchodní Číny a jihovýchodní Sibiře na východ od řeky Zeji – tito Evenkové se tradičně živí chovem koní, skotu, velbloudů, ovcí a koz. Tradičním obydlím je jurta podobná mongolské, také oděv je ovlivněn mongolskou kulturou, kromě šamanismu vyznávají Často i buddhismus.
- Východní Evenkové někdy označovaní i jako Oročeni žijí na jihovýchodě Sibiře mezi řekami Udou a Amguní, ale i na nejzazším severovýchodě Číny. Kočují podél řek. Chovají soby a koně. věnují se i zemědělství a rybolovu, méně lovu.
- Severní Evenkové jsou majoritní skupinou, živící se tradičně kočovným chovem sobů, dále pak lovem, rybolovem a sběračstvím. Tradičním obydlím je čum – kuželovitý stan s dřevěnou konstrukcí potažený kůžemi nebo kůrou.

### Evencký kalendář
Tak jako jiné přírodní národy si i Evenkové vytvořili kalendář, v němž jsou jednotlivé měsíce nazvány podle typických činností nebo dění v přírodě. Názvy měsíců jsou obdobné jako u kalendářních systémů severoamerických indiánů, některé názvy si přímo odpovídají, např. březen – měsíc vran, červen – měsíc trávy. Evenkové slaví příchod nového roku v období zimního slunovratu. Názvy měsíců jsou následující:
- Ingileche "Měsíc mrazu" nebo Giravun "měsíc chůze v prachovém sněhu" – leden
- Ektenkire "Měsíc sněhu na větvích" – únor
- Turaan "Měsíc vran" – březen
- Sonkan "Měsíc sobích kolouchů" nebo Tyglan "Měsíc rozmrzání vody" – duben
- Čukalacha "Měsíc trávy" – květen
- Mučun "Měsíc rašících modřínů" nebo Ilkun "Měsíc jahod" – červen
- Irkin "Měsíc parohů v lýčí" nebo Nganman "Měsíc komárů" – červenec
- Gor guolacha "Měsíc pelichání hus a kachen" – srpen
- Orokon "Měsíc říje" – září
- Sigeleche "Měsíc zamrzání vody" – říjen
- Govdiön "Měsíc lovu kožešin" – listopad
- Mudan "Měsíc konce" nebo Choron "měsíc vrcholu" – prosinec

## Folklór
Mezi folklór řadíme ústní tradice (písně, příběhy), tradiční odívání, tradiční kuchyni a jiné. Evenkové mají folklór podobný hlavně folklóru etnických skupin Sibiře tunguzo-mandžuské jazykové větve altajské rodiny – Evenové, Oročové, Nanajci.

### Hudební a taneční tradice
K důležitým prvkům evenckého folklóru patří zpěv, při kterém se napodobují zvuky zvířat (hlavně ptáků) a kruhové tance. Kruhové tance, tzv. chora spočívají v tom, že lidé v kruhu tancují rychleji nebo pomaleji podle rychlosti písně, kterou zpívají. Zde je evencká píseň:
| „                                                            | Slyším hlas, matčin hlas. Zas dělám svůj první luk. Ve svistu šípů v boru sosnovým. Zpívám písně a brusinky jím. Ó Ekšarí Dětství je pryč. Teď jenom sám, u ohně se psy sedávám. Ó Ekšarí. | “ |
| — Bagdarína (tuto evenckou píseň přeložila Pavlína Brzáková) | |   |

### Tradiční kuchyně
Mezi nejdůležitější složky evencké kuchyně patří produkty ze soba, tedy maso, mléko a vnitřnosti. Kromě masa ze sobů používají Evenkové maso z ryb a jiných zvířat žijících v tajze. Evenkové konzervují maso tak, že ho usuší. Usušené a na plátky nakrájené maso se nazývá chulikta. Chybějící vitamíny Evenkové doplňují různými lesními plody, jako například brusinkami. K dalším tradičním pokrmům evencké kuchyně patří óma – chlebová placka z nekvašeného těsta. K tradičním nápojům patří sobí mléko a brága (kvas) – nízkoalkoholický nápoj z cukru, vody a chlebového droždí.

## Fotogalerie

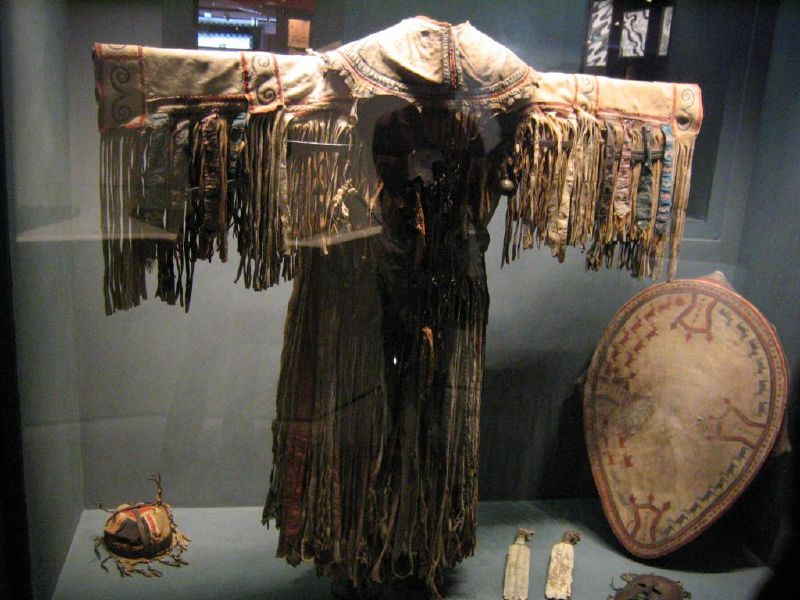
Evencký šamanský oděv
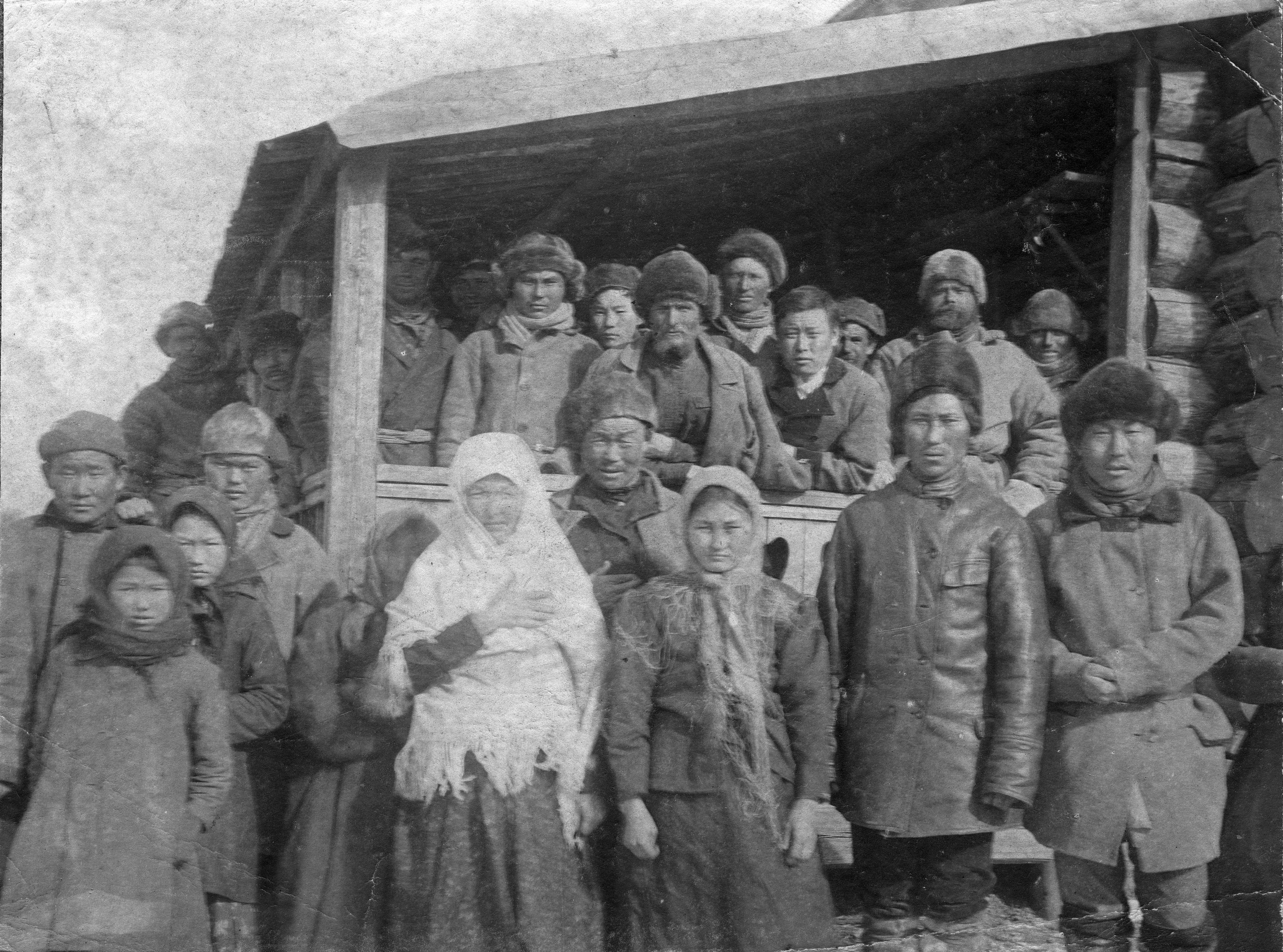
Evenkové, rok 1900
Vlajka Evenckého autonomního okruhu